# Bezkov

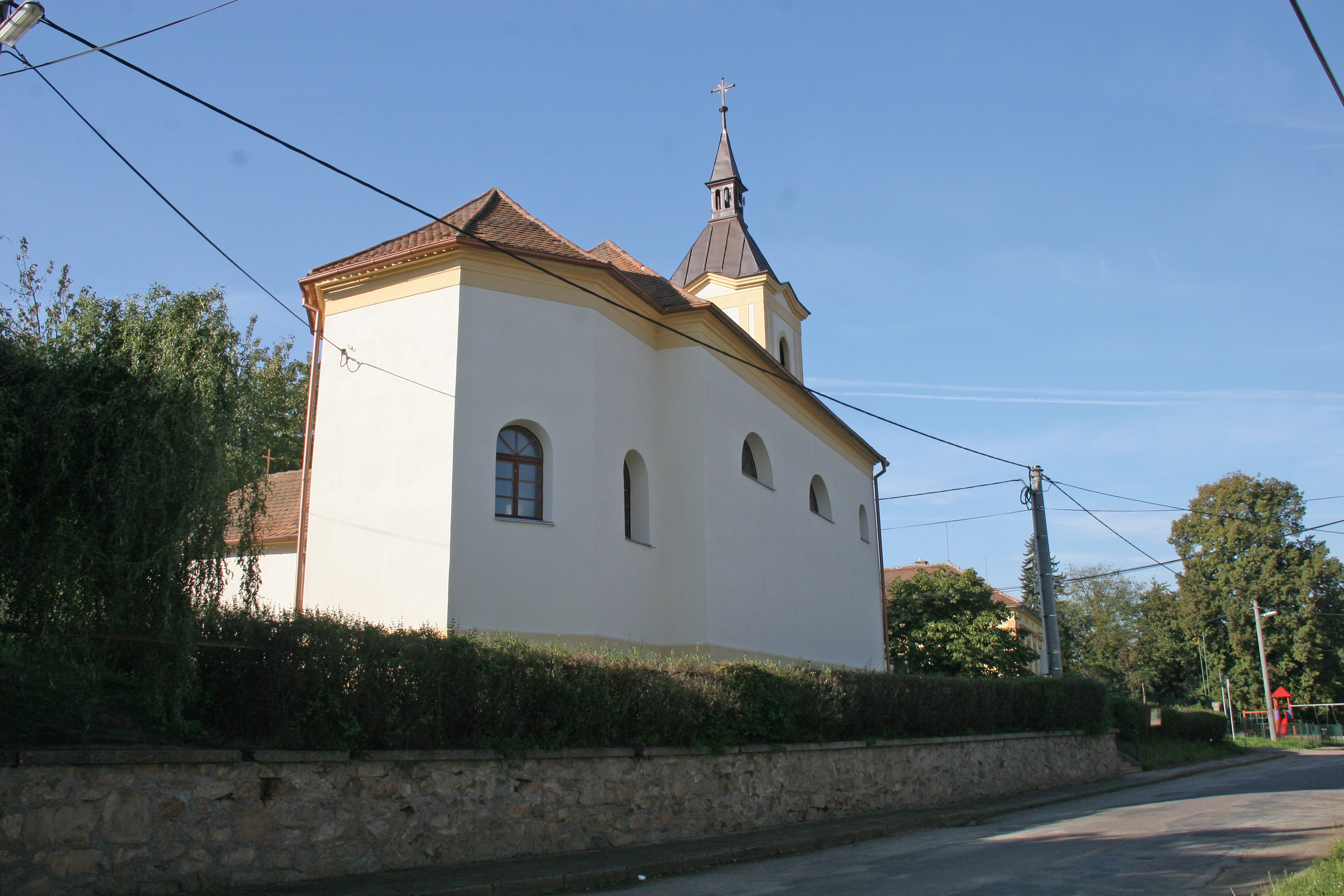
Kapelle der Unbefleckten Empfängnis

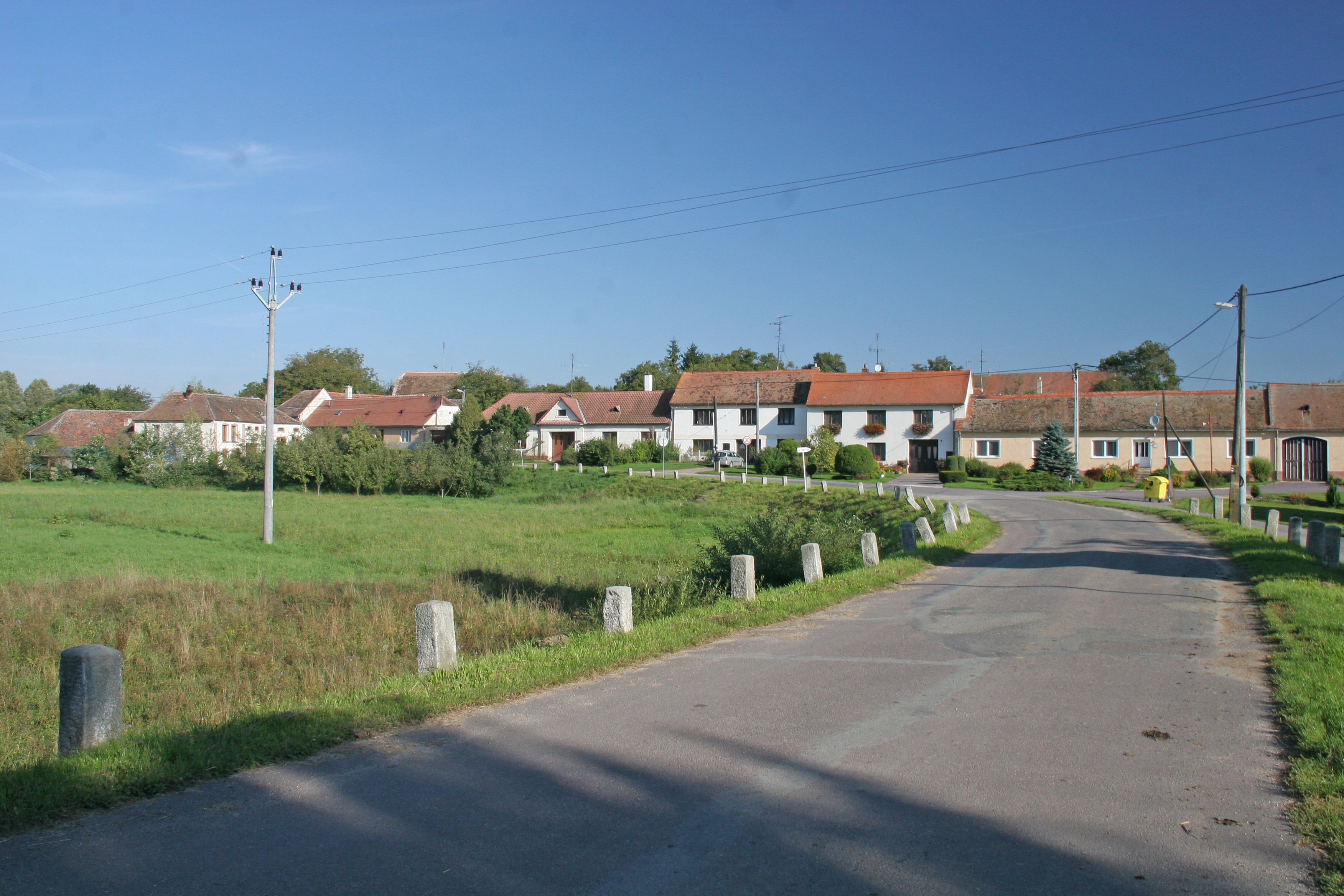
Ortsansicht

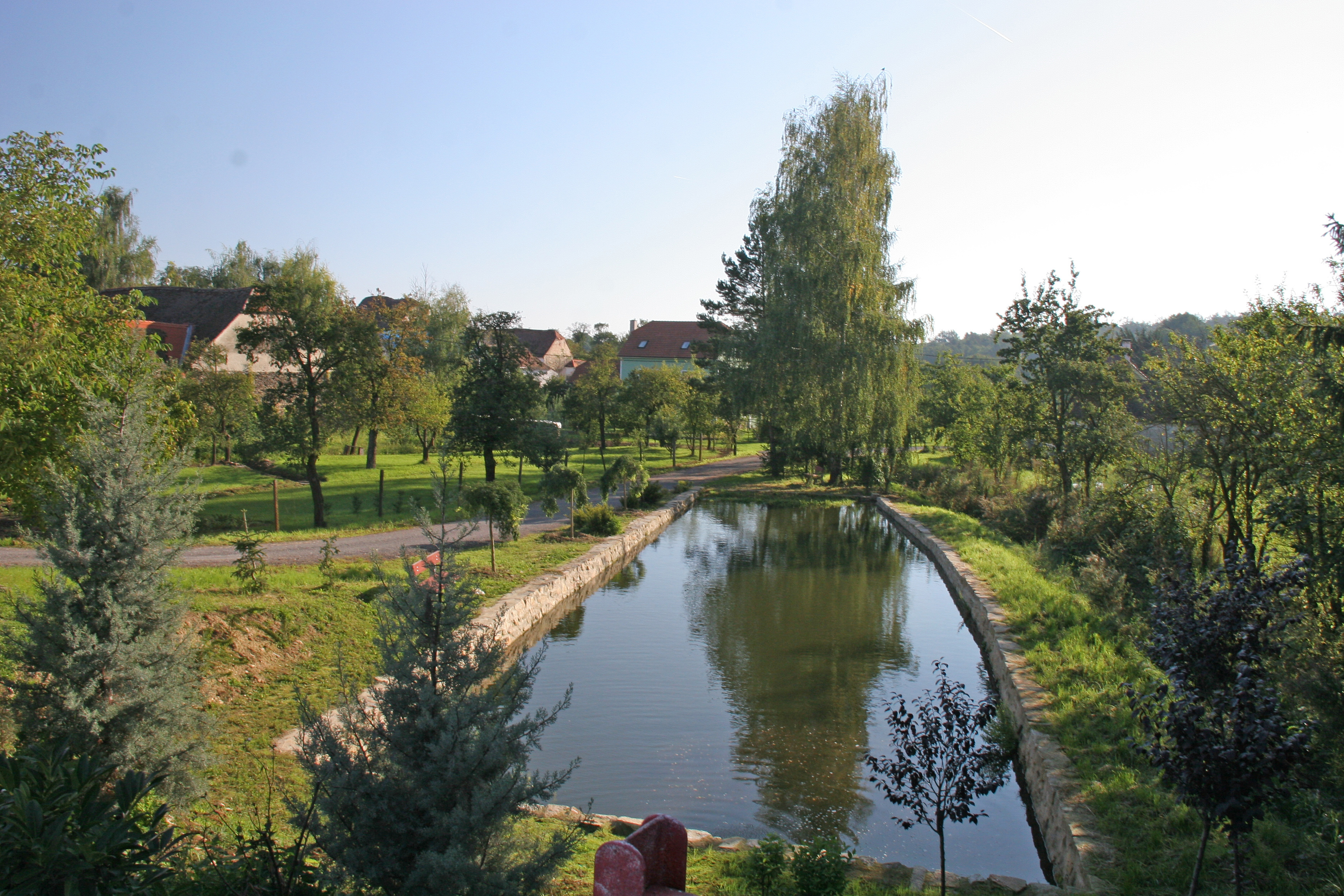
Löschwasserteich am Gránický potok

Bezkov (deutsch Weskau) ist eine Gemeinde in Tschechien. Sie liegt acht Kilometer westlich von Znojmo und gehört zum Okres Znojmo.

## Geographie
Bezkov befindet sich Tal des Gránický potok (Granitzbach) in der Citonická plošina (Edmitzer Ebene). Westlich des Dorfes liegt der Teich Nový Bezkov, im Nordosten der Teich Skalka. Nördlich erhebt sich der Vinohrad (395 m n.m.), im Nordosten der Znojemské návrší (Znaimer Anhöhe, 379 m n.m.), südwestlich der Kozí vrch (430 m n.m.) und die Lukovská horka (Horka, 421 m n.m.) sowie im Westen der Čížovský kopec (Jaser, 438 m n.m.).
Nachbarorte sind Olbramkostel und Žerůtky im Norden, Citonice und Přímětice im Nordosten, Cinová Hora im Osten, Hradiště und Mašovice im Südosten, Podmolí im Süden, Nová Ves und Lukov im Südwesten, Čížov im Westen sowie Horní Břečkov, Vracovice und Milíčovice im Nordwesten.

## Geschichte
Archäologische Funde von Jaroslav Palliardi belegen eine Besiedlung des Gemeindegebietes in der Jungsteinzeit.
Erstmals schriftlich erwähnt wurde Beskowe im Jahre 1252, als Markgraf Ottokar II. Přemysl der Kirche St. Hippolyt auf dem Pöltenberg den Besitz des 1240 von König Wenzel I. den Kreuzherren mit dem Roten Stern an der Steinernen Brücke in Prag geschenkten Dorfes bestätigte. Beskowe bildete zusammen mit Mašovice den Grundstock für die 1259 unter dem Propst Karl errichtete Kreuzherrenpropstei Pöltenberg. Im 14. Jahrhundert befand sich in Beskov auch ein Herrenhof. Bohuslav von Beskov verkaufte 1385 eine Viertelhube an Jan von Beskov, der im selben Jahre von Martin von Beskov auch die Hälfte des Hofes mit Zubehör erwarb.
Während des Dreißigjährigen Krieges verödete das Dorf. Nach Beendigung des Krieges sind für Bezkov im Hufenregister (Lánský rejstřík) 26 Anwesen ausgewiesen, von denen neun wüst lagen. Insgesamt bestand das Dorf aus acht Hufen. Der an der Sprachgrenze gelegene Ort war zu dieser Zeit deutschsprachig geworden. Im Laufe des 19. Jahrhunderts wurde Bezkov wieder tschechischsprachig.
Im Jahre 1834 bestand das Dorf Weskau bzw. Beskow aus 40 Häusern mit 218 gemischtsprachigen Einwohnern. Haupterwerbsquelle war die Landwirtschaft. Im Ort gab es ein Wirtshaus, abseits befand sich ein Jägerhaus. Pfarr- und Schulort war Groß Maispitz. Bis zur Mitte des 19. Jahrhunderts blieb Weskau der Stiftsherrschaft Pöltenberg untertänig. Amtsort war der Markt Pöltenberg.
Nach der Aufhebung der Patrimonialherrschaften bildete Weskau / Beskov ab 1849 einen Ortsteil der Gemeinde Groß Maispitz im Gerichtsbezirk Znaim. Im Jahre 1867 löste sich Weskau von Groß Maispitz los und bildete eine eigene Gemeinde. 1868 wurde diese Teil des Bezirkes Znaim. Seit den 1870er Jahren führte die Gemeinde den tschechischen Namen Veskov, die umliegenden Orte verwendeten jedoch zumeist die Namen Bezkov bzw. Beskov. 1890 lebten in den 53 Häusern des Dorfes 272 Personen. Beim Zensus von 1900 hatte Veskov 295 Einwohner, durchweg Tschechen und Katholiken. Die Verbindungsstraße nach Mašovice wurde 1912 gebaut. Nach dem Ersten Weltkrieg zerfiel der Vielvölkerstaat Österreich-Ungarn, das Dorf wurde danach Teil der Tschechoslowakischen Republik. Im Jahre 1921 bestand Veskov aus 68 Häusern und hatte 297 Einwohner, die größtenteils Tschechen und Katholiken waren. Das Gemeindekataster umfasste eine Fläche von 607 ha, davon waren 54 ha im gemeindlichen Besitz. 1923 kaufte die Gemeinde den inmitten des Dorfes gelegenen Herrenteich (Panský rybník) auf und ließ ihn trockenlegen. Als amtlicher tschechischer Ortsname wurde 1924 Bezkov festgelegt.
In der Mitte der 1930er Jahre entstand auf den Feldern zwischen Weskau und Luggau eine leichte Bunkerlinie des Tschechoslowakischen Walls. Im Jahre 1931 wurde Weskau elektrifiziert. Nach dem Münchner Abkommen verblieb das Dorf 1938 bei der Tschechoslowakei, war jedoch zusammen mit Groß Maispitz seit dem 13. Oktober 1938 jeglicher Verkehrsverbindung mit dem Binnenland beraubt. Die Straßen nach Edmitz, Luggau, Milleschitz, Baumöhl und Oberfröschau führten sämtlich ins Deutsche Reich. Vom tschechoslowakischen Gebiet waren beide Gemeinden durch den Granitzgrund abgetrennt, durch den nur morastige Wege ohne Brücken nach Brenditz und Kasern führten. Nach der Grenzbereinigung vom 20. November 1938, bei der es zum Austausch von Edmitz gegen Groß Maispitz kam, erhielt Weskau wieder eine Straßenanbindung ins Hinterland, war aber mit Ausnahme des Nordostens von allen Seiten vom Reichsgebiet umschlossen. Bezkov/Weskau war danach bis 1945 dem Bezirk und Gerichtsbezirk Mährisch Budwitz zugeordnet. Nach dem Ende des Zweiten Weltkrieges wurde Bezkov wieder Teil des Okres Znojmo.

## Sehenswürdigkeiten
- Kapelle der Unbefleckten Empfängnis, auf dem Dorfplatz. Sie wurde in den Jahren 1854–1855 errichtet und erhielt 1888 eine Orgel.
- Nischenkapelle am Abzweig nach Mašovice, errichtet 1799
- Tief eingeschnittenes Tal des Gránický potok mit dem Stauweiher Skalka unterhalb des Dorfes
- Bunker des Tschechoslowakischen Walls